# Aojama Súhei
Aojama Súhei (青山周平; Hepburn: Shuhei Aoyama; Icsihara, 1984. december 5. –) japán motorversenyző, jelenleg a MotoGP negyedliteres géposztályának tagja. Testvére, Hirosi szintén motorversenyző.
A kisebbik Aojama fivér 2005-ig az All Japan Road Racing Championship nevű japán sorozatban versenyzett, ahol 125-ös és 250-es bajnok is volt. Negyedliteres győzelme után 2006-ban lehetőséget kapott a MotoGP-ben, ugyancsak a negyedliteresek között. A Honda gyári csapatánál testvérét váltotta, aki időközben a KTM-hez szerződött. Első dobogós helyezését a francia versenyen szerezte, harmadik lett, alig elmaradva bátyjától, Hirositól. A szezont a nyolcadik helyen zárta 99 ponttal, végül ő lett az év újonca is. 2007-ben maradt ugyanennél a csapatnál, azonban nem tudta túlszárnyalni előző évi teljesítményét.
2008-ban a Superbike-világbajnokságba szerződött. A váltás túl nagy volt számára, ugyanis nem tudta megszokni az 1 000 köbcentiméteres, négyütemű motorokat, mindössze kétszer végzett pontszerző helyen.
2009-re sehol sem kapott szerződést, azonban szabadkártyásként elindult a hazai versenyen, Motegiben. A verseny jól sikerült számára, ugyanis a 17. helyről rajtolva végül hatodik lett.